# 'A' vs. Monkey Kong
 'A' vs. Monkey Kong is het tweede album van de band A. Het album werd uitgebracht op 9 september 1999.

## Tracklist
1. For Starters - 2:33
2. Monkey Kong - 3:45
3. A - 3:31
4. Old Folks - 3:55
5. Hopper Jonnus Fang - 4:32
6. Summer In The Underground - 4:52
7. Warning - 1:41
8. If It Ain't Broke, Fix It Anyway - 2:23
9. I Love Lake Tahoe - 3:56
10. Don't Be Punks - 0:52
11. Down On The Floor - 3:46
12. Jason's Addiction - 5:36
13. Miles Away - 3:24
14. Getting Around - 5:37
15. She Said - 3:41 (alleen op VS versie)
16. One Day - 3:36 (alleen op VS versie)
17. If It Ain't Broke (Live) - 2:31 (alleen op VS versie)

## Singles
I Love Lake Tahoe
- Cd1:

1. "I Love Lake Tahoe" – 3:26 (Radio Edit)
2. "I Love Lake Tahoe" – 3:57
3. "Monkey Kong Jr." – 3:11

- Cd2:

1. "I Love Lake Tahoe" – 3:11
2. "Turn It Down" – 1:20
3. "Old Folks" – 3:57
4. "Old Folks" (Video)

Hoogste positie UK Chart: 59
Old Folks
- Cd1:

1. "Old Folks" – 3:55
2. "One Day" – 3:44
3. "Don't Be Punks" – 1:28 (a capella)

- Cd2:

1. "Old Folks" – 3:55
2. "She Said" – 3:38
3. "We're Equal" – 2:37

Hoogste positie UK Chart: 54
Summer In The Underground
- Cd1:

1. "Summer In The Underground" – 4:02 (Radio Edit)
2. "I Can't Wait Until Morning" – 3:21
3. "Owner Of A Lonely Heart" – 4:36

- Cd2:

1. "Summer In The Underground" – 4:51
2. "For Starters" – 2:57 (Alternate Version)
3. "Charlie Jordan" – 3:33

Hoogste positie UK Chart: 72